# 纵线隐翅虫属
纵线隐翅虫属（学名：Medome）是隐翅虫科的一属。

## 下属物种
本属包括以下物种：
- 双色纵线隐翅虫 Medome bicolor Cameron, 1931
- 黑纵线隐翅虫 Medome nigra Rougemont, 2015
- Medome schawalleri Rougemont, 2015
- 暹罗纵线隐翅虫 Medome siamensis Rougemont, 2015